# Kristina Mundt
Pour les articles homonymes, voir Mundt.
Kristina Mundt, née le 25 janvier 1966 à Mersebourg (République démocratique allemande), est une ancienne rameuse allemande, qui a aussi représenté l'Allemagne de l'Est. Elle est double championne olympique aux Jeux de 1988 et de 1992.

## Carrière
Kristina Mundt remporte la médaille d'or du quatre de couple lors des Jeux olympiques d'été de 1988 puis à ceux de 1992.

## Palmarès
- Jeux olympiques d'été de 1992 à Barcelone ( Espagne) :
  -  médaille d'or en quatre de couple
- Jeux olympiques d'été de 1988 à Séoul ( Corée du Sud) :
  -  médaille d'or en quatre de couple

### Championnats du monde
- Championnats du monde 1994 à Indianapolis ( États-Unis) :
  -  médaille d'or en quatre de couple
- Championnats du monde 1993 à Račice ( Tchéquie) :
  -  médaille d'argent en quatre de couple
- Championnats du monde 1992 à Barcelone ( Espagne) :
  -  médaille d'or en quatre de couple
- Championnats du monde 1985 à Hazewinkel ( Belgique) :
  -  médaille d'or en quatre de couple